# Río Curacó
Le río Curacó est une rivière de l'ouest argentin, qui coule dans la province de La Pampa.

## Géographie
Le río Curacó constitue en fait la prolongation du río Desaguadero argentin. Il est en effet l'unique émissaire du système palustre de Puelches, constitué d'une chaîne de lagunes dans lesquelles le Desaguadero termine son parcours. Globalement la rivière se dirige du nord-ouest vers le sud-est ; ce faisant, elle suit la direction d'une faille tectonique qui l'abrite.

### Le système palustre de Puelches
Après avoir traversé les Bañados du rbo Atuel, le río Desaguadero change de nom, s'appelant désormais río Chadileuvú, vocable de la langue mapudungun (mapuche) qui signifie rivière salée ou río Salado en espagnol ; ce nom, río Salado, est également utilisé pour désigner cette section du Desaguadero. Il se divise bientôt en deux bras : le bras occidental aboutit directement à la laguna La Dulce, puis de là, à la laguna Urre Lauquén, tandis que le bras oriental traverse plusieurs plans intermédiaires ou lagunes d'eau saline, et finit par se jeter dans la même lagune Urre Lauquén.
La lagune Urre Lauquén est donc l'endroit où se réunissent les deux bras du río Chadileuvú,  dont les eaux se sont fortement salinisées par évaporation tout au long de leur parcours respectif et de leur séjour dans les lagunes et les marécages. La lagune Urre Lauquén n'a qu'un seul émissaire qui la quitte par le sud-ouest au niveau de la ville de Puelches : c'est le río Curacó.
L'ensemble de ces lagunes, zones humides, marécages et chenaux, forme ledit système palustre (du latin palus qui signifie marais). Il porte le nom de la ville de Puelches autour de laquelle le système est organisé.

### Parcours du río Curacó
Le nom de Curacó signifie eau de pierre en langue mapudungun. Le río Curacó, issu du rebord sud-ouest de la lagune Urre Lauquén, se dirige vers le sud-ouest et forme bientôt une énorme lagune entourée de marécages : la laguna Amarga, située sur sa droite. Généralement le cours du Curacó s'arrête là, son débit étant entièrement tari par évaporation sur cette vaste superficie (200 kilomètres carrés y compris les marécages). L'évaporation est ici de 1200 millimètres par an. Certaines années humides cependant son débit est suffisant pour faire déborder la laguna Amarga. Il se produit alors un contre-courant au sein du chenal d'entrée de la lagune, et l'eau du Curacó, mêlée à celle de la lagune Amarga, se rue alors dans la partie terminale de son lit en direction du sud-est, et rejoint bientôt le río Colorado, au niveau de la station hydrométrique de Pichi Mahuida.

## Hydrologie
La rivière a un débit extrêmement intermittent. Durant la plus grande partie du XXe siècle, sauf la période à partir de 1980, le bassin du río Desaguadero a été transitoirement endoréique, de par l'activité humaine, si bien que le cours inférieur du río Curacó s'est trouvé habituellement à sec et le débit nul. Les eaux s'arrêtaient au niveau de la laguna Amarga. Depuis 1980 cependant, les débits sont plus élevés, conséquence du demi-cycle humide que connaît l'Argentine depuis 1973. Mais chaque fois que les eaux du Curacó sont parvenues jusqu'au río Colorado, étant donné son importante salinité, il s'est produit de sévères impacts environnementaux.

### Hydrométrie - les débits à Pichi Mahuida II
Le débit du río Curacó a été observé pendant 16 ans (1983-1998) à la station Pichi Mahuida II, station hydrologique et hydrométrique située en province de La Pampa au niveau de son confluent avec la río Colorado. Cette période d'observation se situe entièrement au sein du demi cycle humide de 50 ans que connaît l'Argentine depuis 1973.
À Pichi Mahuida II, le débit annuel moyen ou module observé sur cette période était de 7,7 m3/s pour un bassin versant de 361 835 km2.

## Rôle régulateur du système palustre de Puelches
Suivant les mesures effectuées de 1983 à 1998, l'impact sur le débit du passage des eaux par les lagunes de Puelches (essentiellement La Dulce, Urre Lauquén et Amarga) a été le suivant. La station de La Reforma se trouve juste en amont de la totalité du système des lagunes, tandis que Pichi Mahuida II est située en fin de parcours du río Curacó, au niveau de son confluent.
| Rivière                  | Station          | Module en m3 | Débit mensuel maximal (en m3) | Mois du débit maximal |
| ------------------------ | ---------------- | ------------ | ----------------------------- | --------------------- |
| Desaguadero (Chadileuvú) | La Reforma       | 23,6         | 31,5                          | Juin                  |
| Curacó                   | Pichi Mahuida II | 7,7          | 12,4                          | Juillet-août          |

Il en résulte que le passage de la rivière par le système palustre de Puelches ampute le débit de plus de 70 % (évaporation par stagnation), et retarde le pic de crue (ou débit maximal moyen) de près de deux mois.

## La salinité des eaux du système lagunes-río Curacó

### Les unités de mesure de la salinité
Le degré de salinité de l'eau peut se mesurer en :
- CE = conductivité électrique de l'eau : s'exprime en décisiemens par mètre (dS/m) : 
  - 1 dS/m = 1 mS/cm (millisiemens par cm) = 1 000 μS/cm (microsiemens par cm)
- SDT = solides dissous totaux : s'exprime en mg/litre (milligrammes par litre)
  - Relation entre ces deux unités... : SDT (en mg/l) =~ CE (en dS/m) · 640
  - ou encore ................................ : SDT (en mg/l) =~ CE (en μS/cm) · 0,64

Il en résulte que l'eau de mer ayant en moyenne un taux de salinité de 35 000 mg/litre a une conductivité de 54 690 μS/cm.

### Qualité de l'eau pour l'irrigation d'après la salinité
Tables élaborées par différents auteurs, avec divers indicateurs de la qualité de l'eau pour l'irrigation :
| Qualité    | CE (μS/cm)  | SDT (mg/litre) |
| ---------- | ----------- | -------------- |
| Excellente | <250        | <175           |
| Bonne      | 250-750     | 175-525        |
| Autorisée  | 750-2 000   | 525-1 400      |
| Douteuse   | 2 000-3 000 | 1 400-2 100    |
| Impropre   | >3 000      | >2 100         |

2,1 grammes de sel par litre sont donc suffisants pour rendre de l'eau impropre à l'irrigation, soit une teneur 16,7 fois moindre que l'eau de mer.

### Valeurs de salinité relevées dans le système lagunes-río Curacó
| Rivière           | Station          | Conductivité électrique en μsiemens par cm | Conductivité électrique en μsiemens par cm | Conductivité électrique en μsiemens par cm | Conductivité électrique en μsiemens par cm | Conductivité électrique en μsiemens par cm |
| Rivière           | Station          | Minimum                                    | Maximum                                    | Date du maximum                            | Moyenne                                    | Période d'observation                      |
| ----------------- | ---------------- | ------------------------------------------ | ------------------------------------------ | ------------------------------------------ | ------------------------------------------ | ------------------------------------------ |
| Desaguadero       | La Reforma       | 1 850                                      | 71 900                                     | 02-2001                                    | 14 169                                     | 1975-2006                                  |
| Lag. La Dulce     |                  | 25 700                                     | 89 500                                     | 03-2006                                    | 41 380                                     | 2004-2007                                  |
| Lag. Urre Lauquén |                  | 18 540                                     | 26 500                                     | 07-2004                                    | 22 520                                     | 2004                                       |
| Río Curacó        | Puelches         | 2 135                                      | 36 830                                     | 11-1986                                    | 8 534                                      | 1985-2006                                  |
| Lag. La Amarga    |                  | 6 750                                      | 95 580                                     | 10-2006                                    | 32 264                                     | 2005-2006                                  |
| Río Curacó        | Pichi Mahuida II | 3 072                                      | 26 880                                     | 05-1987                                    | 9 906                                      | 1981-2005                                  |

### Les effets de l'eau saline du Curacó sur la qualité de l'eau du Colorado
| Rivière      | Station                           | Conductivité électrique en μsiemens par cm | Conductivité électrique en μsiemens par cm | Conductivité électrique en μsiemens par cm | Conductivité électrique en μsiemens par cm | Conductivité électrique en μsiemens par cm |
| Rivière      | Station                           | Minimum                                    | Maximum                                    | Date du maximum                            | Moyenne                                    | Période d'observation                      |
| ------------ | --------------------------------- | ------------------------------------------ | ------------------------------------------ | ------------------------------------------ | ------------------------------------------ | ------------------------------------------ |
| Río Colorado | Casa de Piedra amont du confluent | 551                                        | 1 364                                      | 06-1990                                    | 993                                        | 1986-2005                                  |
| Río Curacó   | Pichi Mahuida II                  | 3 072                                      | 26 880                                     | 05-1987                                    | 9 906                                      | 1981-2005                                  |
| Río Colorado | Pichi Mahuida I aval du confluent | 569                                        | 5 093                                      | 06-1987                                    | 1 102                                      | 1985-2005                                  |
| Río Colorado | Paso Alsina fin de parcours       | 628                                        | 4 198                                      | 06-1987                                    | 1 216                                      | 1982-2005                                  |

Le tableau est éloquent : Alors que durant 20 ans l'eau du río Colorado en amont du confluent était de qualité tout à fait suffisante pour servir à l'irrigation, la pointe de salinité observée sur son affluent Curacó en mai 1987, a été suffisante pour rendre le fleuve Colorado entièrement impropre le mois suivant, et ce jusqu'à son embouchure dans l'Atlantique après Paso Alsina. L'importance d'une telle contamination qui a gravement affecté l'agriculture de deux provinces est liée au fait qu'il suffit d'une salinité inférieure de 18,7 fois (6 %) à celle de l'eau de mer pour rendre l'eau toxique pour les cultures. Et dans cette région désertique, seule l'irrigation permet de cultiver.
C'est pourquoi dès 1985, les autorités ont mis en œuvre de grands travaux destinés à bloquer les eaux du río Curacó dans la laguna Amarga. Cet ouvrage est communément appelé Tapón de Alonso. Il reste cependant qu'en cas d'année très humide, avec précipitations abondantes ou fonte des neiges massive dans la cordillère des Andes, on a calculé que la capacité de la laguna Amarga sera insuffisante, et une irruption d'eau salée dans le fleuve sera alors inévitable.